# Oost-Bergisch

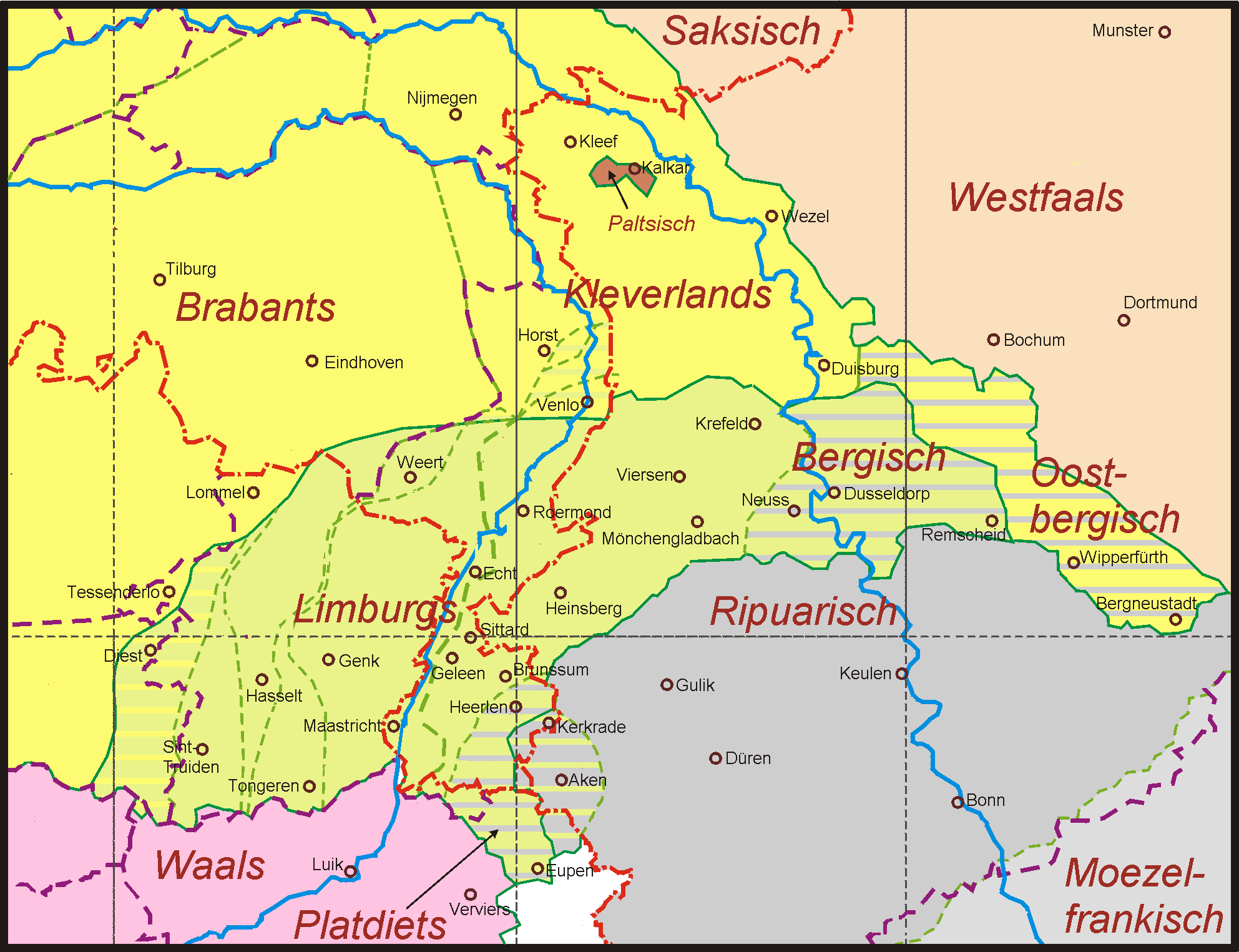
- HET LIMBURGS TAALLANDSCHAP -
Het Maas-Rijnlandse (Kleverlands-Limburgs- Nederrijnse) dialectcontinuüm

Oost-Bergisch (Duits: Ostbergisch) is een verzamelterm voor overgangsdialecten die gesproken worden in een aantal gemeentes in het Bergse Land. De dialecten worden in de volksmond vaak Bergisch of Platt genoemd. Dit dient niet te worden verward met de wetenschappelijke term Bergisch, want daarmee wordt meestal een groep Zuid-Nederfrankische (Limburgse) dialecten bedoeld, zoals het plat van Düsseldorf of Solingen.

## Typologie
Het Oost-Bergisch is te definiëren als een groep overgangsdialecten tussen het Zuid-Nederfrankisch en het Nedersaksische Westfaals. Doordat de groep ten noordoosten van de Uerdinger Linie (de grens tussen het noordelijke ik en het zuidelijke ich) ligt, zijn deze dialecten nauw verwant met het Kleverlands. Oost-Bergisch wordt daarom, net als de eerdergenoemde dialectgroep, ook weleens als een variant van het Nederlands beschouwd. Typisch voor de Oost-Bergische dialecten is evenwel dat de invloed van de Limburgse en Nederduitse dialecten onmiskenbaar is.

## Topografie

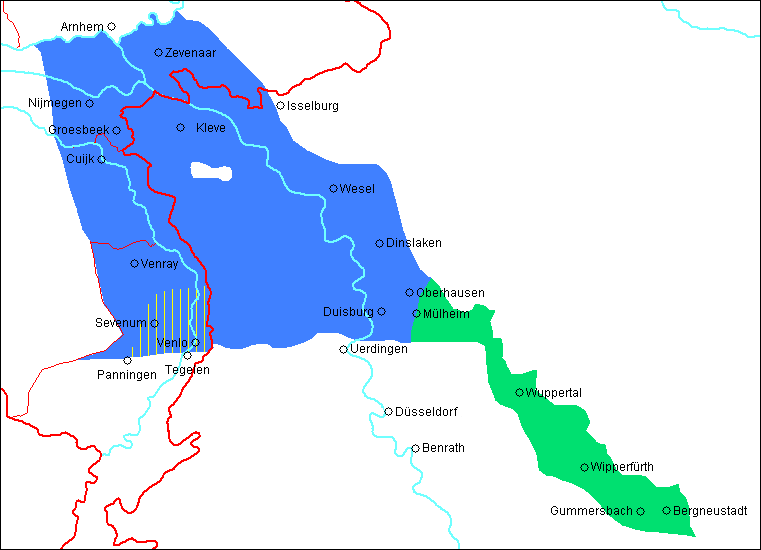
Verspreiding van het Kleverlands en het Oost-Bergisch in Duitsland

Oost-Bergisch wordt gesproken in een vrij smalle strook ten noordoosten van de Uerdinger linie. De grens met de Westfaalse dialecten wordt gevormd door de Eenheids-pluralislijn. Ten zuidoosten van Remscheid vallen de grenzen van de Uerdinger en de Benrather Linie (make-maache) samen. De laatstgenoemde isoglos vormt daarmee de grens met het Ripuarisch.
Oost-Bergische dialecten worden gesproken in de volgende steden of stadsdelen: Mülheim an der Ruhr, Essen-Werden, Essen-Kettwig, Velbert-Langenberg, Wuppertal-Elberfeld, Remscheid-Lüttringshausen, Remscheid-Lennep, Radevormwald, Hückeswagen, Wipperfürth, Marienheide, Gummersbach en Bergneustadt. De laatste zes plaatsen liggen in de Oberbergischer Kreis.

## Wetenschappelijke documentatie
De Oost-Bergische dialecten werden voor het eerst gedocumenteerd door Georg Wenker in 1877. Een studie naar dialectgebruik heeft aangetoond dat de Oost-Bergische dialecten in hoge mate worden bedreigd door dialectverlies.

## Tekstvoorbeelden
Een goed voorbeeld van het Oost-Bergisch is het Langenberger Platt, waarin het Nederduits doorklinkt. Een specimen is de volgende tekst:
Kall Platt!
Köms du nich tereit met de Ortografie,

Kallst hochdütsch met Knubbeln, wie Tante Marie,

Trotzdem seck de Scholme-ister het Möhe gegewen, 

Domet du dat kanns em späteren Lewen, 

Dann ärger deck nich, on mak deck niks drut,

Ongerholl deck met dem Nober öwer döt on dat,

Oewer blos nich met Striepen, dann kall lewer platt.
Dichter bij Kleverlands staat het Mülheimer dialect, het Mölmsch. Het bekendste lied in het Mölmsch luidt Ssinter Määtes Vöögelsche, een bedelliedje dat op de avond van Sint-Maarten wordt gezongen. Deze traditie is een uiting van volksvroomheid. Het heeft zich van de Nederrijn, waar wel zijn herkomst ligt, onder meer naar het westen verbreid, over Limburg en Noord-Brabant tot in Vlaanderen. Ssinter Määtes Vöögelsche behoort aldus tot het Europees cultureel erfgoed.

## Woordenschat
Enige typisch Mölmsche woorden zijn:
D: angeben – strunze, D: Bach – Beek, D: empfindlich – quiselig, D: Fahrrad – Flitzepee, D: geben – cheewe, D: gehen – chohne, D: Hammer – Haamer, D: Hunger – Schmaach, D: Mülheim – Mölm, D: Kartoffel – Ärpel.